# 유라시아늑대
유라시아 늑대(영어: Eurasian wolf) 또는 러시아숲늑대(영어: Middle Russian forest wolf)는 늑대의 아종 중 하나이다. 영어권에서 그냥 늑대(common wolf)라 하면 이 아종을 가리킨다. 학명은 카니스 루푸스 루푸스(학명: Canis lupus lupus)이다. 러시아, 스칸디나비아반도, 서유럽, 발칸반도 등 아시아와 유럽에 서식하는데, 늑대의 아종 중 서식범위가 가장 넓다. 북아메리카의 늑대들과는 달리 유라시아늑대는 더 뾰족한 귀, 조금 좁은 머리, 더 얇고 거친 어깨, 더 짙은 황갈색의 털을 가지는 경향이 있다. 인도늑대에 비하면 유라시아늑대가 크기가 더 크고, 더 크고 긴 두개골을 가지고 있다. 유럽의 늑대는 북미의 늑대와 달리 거대한 무리를 이루지 않으며, 일생 동안 인간의 활동에 영향을 더욱 많이 받는다. 이런 이유 때문에 유라시아늑대는 북미 늑대보다 인간의 영역 확장에 대해 더욱 적응력이 높은 경향이 있다.

## 분류 체계
역사적으로 Canis lupus lupus의 삼명법은 북유럽 및 중앙유럽에 서식하는 늑대의 분류로 제한되었지만, 2005년 기준으로는 오직 이명만 고려할 때에는 다른 지리적 아종을 포함하게 되었다. 다양한 늑대 아종의 미토콘드리아 DNA 연구 결과 늑대의 유라시아 진출은 약 15만년 전부터 나타났으며 북미 늑대와 비슷한 시기에 진출하였지만 아시아의 아종들보다는 훨씬 젊다.

### 이탈리아늑대
이탈리아반도, 스위스, 프랑스 남부에 서식하는 이탈리아늑대는 1921년 자연주의자 지루세페 알토벨로(Giuseppe Altobello)가 처음으로 분류했으며 그는 "전형적인 회색깔의 갈색 털을 가지고 있으며, 앞다리의 정면에 검은 줄무늬를 가지고 있다"라고 묘사했다. 이 분류는 처음에는 거부되었으나, 2000년대 들어 더욱 자세한 외형 및 유전자 연구가 진행되면서 다시 개정해야 한다고 제안되었으며 더 미묘한 구별법이 추가되었다. 한 연구에서는 약 18,000 BP 년도 유럽의 최후 최대 빙하기 기간 동안 남부 아펜니노 산맥의 레퓨지아에 종이 이주하면서 이탈리아 늑대의 발산이 시작되었다고 주장한다. 비록 2005년 이후로 이탈리아늑대는 MSW3에서 유라시아늑대의 이명으로 처리되지만, 어떤 과학자들은 유전적 특성에 비추어 별개의 아종으로 분류되어야 한다는 요구를 하고 있다.

## 역사

### 쇠퇴

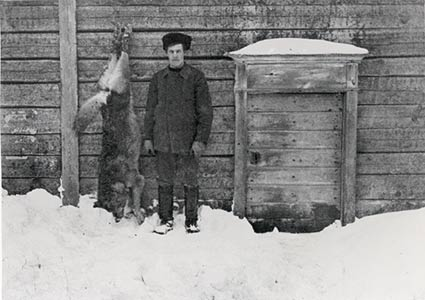
핀란드 중부 카라스툴라(Karstula)에서 잡힌 마지막 늑대(1911년).

북유럽에서 늑대의 멸종 노력은 중세부터 조직화되어 1800년대 후반까지 계속되었다. 영국에서 늑대는 입법에 의해 박해당했고 브리튼 섬의 마지막 늑대는 16세기 헨리 7세 시기 죽었다. 늑대는 이후 광대한 숲이 있는 스코틀랜드로 옮겼으나 이후 숲들이 사라졌다. 늑대는 이후 1684년까지 브레마 주와 서덜랜드 주의 숲에서 생존했다. 아일랜드의 늑대도 비슷한 과정으로 1770년 마지막 늑대가 죽었다. 스웨덴에서는 순록이 멸종한 이후 늑대가 가축을 먹기 시작하면서 1647년 최초의 늑대 현상금이 도입되었다. 사미인들은 스웨덴 북부에서 조직적으로 늑대를 제거했다. 1960년까지 몇몇 늑대가 스웨덴에서 생존했지만 사냥에 스노모빌을 이용하며 1966년 마지막 늑대가 죽었다. 노르웨이에서는 1973년 마지막 늑대가 죽었다. 핀란드에서는 러시아에서 계속적인 늑대 유입에도 불구하고 20세기 급격하게 줄어들었다. 회색늑대는 1900년 핀란드 동북부 지방에만 서식하다 제2차 세계 대전 시기 개체수가 증가했다.
중앙유럽에서 늑대는 조직적인 사냥과 유제류 개체수 감소로 인해 19세기 초 동안 급격하게 개체수가 감소하였다. 회색늑대는 덴마크에서 1772년 멸종되었고 19세기 전까지 스위스에서 거의 사라졌다. 바이에른주의 마지막 늑대는 1847년 죽었고 라인강 인근에는 1899년 마지막으로 죽었다. 1934년 늑대는 독일 등지에서 이미 멸종한 상태였지만 나치 독일이 늑대 보호 정책을 시작하면서 최초로 늑대를 보호하는 현대적 국가가 나타났다. 프랑스의 늑대 사냥은 800년에서 813년 사이 카롤루스 대제에 의해 제도화되었고 "로우베트리에"(louveterie)라는 전문 늑대 사냥 조직을 만든다. 이 조직은 1789년 프랑스 대혁명 이후 폐지되지만 1814년 재조직된다. 1883년에는 1,386마리 이상의 늑대가 죽었다.
동유럽에서는 아시아의 거대 숲 지역에서 유입되는 늑대로 인해 완전히 멸종하지는 않았다. 그러나, 동유럽의 늑대 개체수는 19세기 후반 매우 적은 개체수로 낮아졌다. 슬로바키아의 늑대는 20세기 처음 10년 동안 멸종했고 20세기 중반에는 폴란드 동부의 몇 산림 지역에서만 발견되었다. 동 발칸반도의 늑대들은 전-소련 공화국의 넓은 평야, 산, 농지에서 접근성의 혜택을 보았다. 헝가리의 늑대들은 20세기 초반 절반으로 줄었으며 대부분은 판노니아 평원에 몰려 있었다. 루마니아의 늑대 개체수는 1955년부터 1965년동안 매년 4,600마리가 죽으며 1,600마리밖에 남지 않으며 실질적으로 멸종했다. 1967년에는 최소치인 1,550마리까지 줄어들었다. 불가리아에서 늑대의 멸종은 다른 국가보다는 더욱 늦게 이루어져 1955년에는 1,000마리가 남았으며 1964년에는 1-200마리로 줄어들었다. 그리스의 늑대들은 1930년 펠로폰네소스반도 남부에서 마지막으로 멸종했다. 18세기 동안 강력한 사냥 정책에도 불구하고, 서부 발칸반도의 알바니아와 유고슬라비아에서는 멸종한 적이 없었다. 늑대의 조직적 사냥은 1923년 유고슬라비아의 슬로베니아 코체베에서 생겨난 늑대 구제위원회(Wolf Extermination Committee, WEC)의 결성으로 시작되었다. WEC는 디나르알프스산맥에서 늑대 개체수를 줄이는 데 성공했다.
남유럽에서의 늑대는 북유럽과 달리 문화적으로 종에 관해서 유화적인 편이기 때문에 멸종이 늦은 편이었다. 이베리아반도의 늑대 개체수는 1800년대 초 줄어들기 시작했으며 1900년에는 원래의 절반으로 줄어들었다. 이탈리아에서는 늑대에 대한 유화적인 태도를 가져 1950년 말에야 멸종했다. 1800년대 알프스산맥의 늑대가 사냥당하기 시작하며 1973년에는 100여 마리 정도 남았으며 옛 이탈리아 영토의 3–5% 구역에서 서식하고 있다.

### 회복

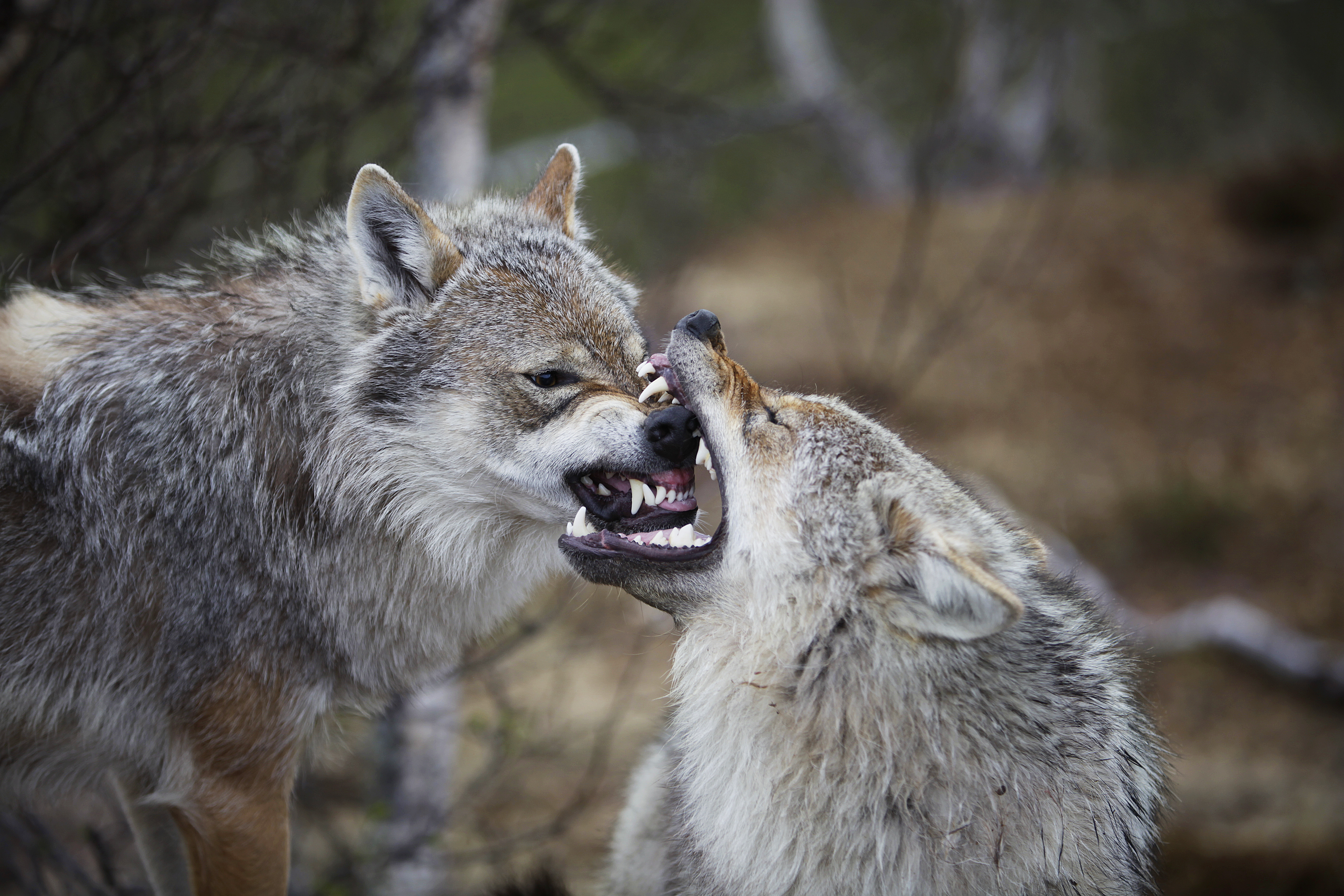
노르웨이 트롬스주 바르두(Bardu)의 늑대.

유럽의 늑대 개체수는 전통 전원과 농촌 경제가 축소되며 늑대 박해의 필요성이 줄어들자 1950년 이후 회복이 시작되었다. 1980년대 농촌 지역에서 인구 밀도가 줄어드자 야생 먹이가 증가하며 늑대 개체수가 증가하기 시작했다.
1978년, 스웨덴 중부에서 12년생의 늑대를 재도입하기 시작했고 이후 노르웨이 남부로 확대되었다. 2005년에는 스웨덴과 노르웨이의 늑대 개체수가 11 쌍의 늑대 쌍을 포함하여 백여 마리 이상 서식중인 것으로 파악된다. 회색늑대는 스웨덴에서 완전히, 노르웨이에서 부분적으로 보호된다. 스칸디나비아 늑대의 개체수는 핀란드와 카렐리야 공화국에서 유입되는 늑대들로 인해 증가하고 있다. 핀란드의 늑대는 남부의 3곳에서 보호중이며 특정 계절 및 다른 지역에서만 사냥이 가능하다.
폴란드의 늑대는 1976년 사냥 가능 동물(game species)로 구분되며 이후 8백-9백마리가 서식하고 있다. 폴란드는 중부유럽에서 이웃 국가로 늑대를 확장시키는 주요한 역할을 한다. 북쪽에서는 리투아니아, 에스토니아, 라트비아, 우크라이나와 슬로바키아의 늑대 범위가 겹친다. 2012년 이후에는 폴란드 서부에서 동부로 개체가 이동하며 독일 베를린 15마일(26 km) 이내까지 발견되었다. 슬로바키아의 회색늑대는 보호받지만 예외적으로 가축을 공격할 경우에는 사냥이 허용된다. 몇몇 슬로바키아 늑대가 체코로 이동할 경우에는 완전한 보호를 받는다. 슬로바키아, 우크라이나, 크로아티아의 늑대는 헝가리에서 분산 이주한 것으로 추측되지만, 위치 표지의 부족으로 자율적 개체수 측정이 힘들다. 헝가리의 늑대는 특별한 지위를 부여받고 있지만 문제를 일으킬 경우에는 연중 내내 허가를 받고 사냥을 할 수 있다.
루마니아의 늑대는 약 2,500마리가 서시가고 있다. 1996년부터 루마니아의 늑대는 법의 적용을 받진 않지만 보호 동물로 지정되었다. 알바니아와 마케도니아 공화국 늑대 개체수는 그리스, 보스니아, 크로아티아의 늑대 경로를 오가는 중요한 곳임에도 불구하고 알 수 없다. 그리스의 늑대는 보호받지만 불법적으로 사냥당하고 있어 개체수 전망이 어두운 상태이다. 1986년 이후 보스니아의 늑대는 이웃 국가인 슬로베니아와 크로아티아가 보호 정책을 시작하면서 사냥이 집중되며 멸종했다.
이탈리아의 늑대는 1976년 이후 완전히 보호받기 시작했으며, 연간 약 60%가 증가하며 450마리-500마리 정도 서식하고 있다. 이탈리아의 늑대는 1993년 메르칸투르 국립공원 프랑스에서 방사가 시작된 이후로 유입되었으며 2000년 알프스에는 적어도 50마리 이상의 늑대가 서식 중이다. 이베리아반도의 늑대는 2천 마리 정도 있으며 포르투갈 북동부에 150마리가 서식 중이다. 스페인에서는 갈리시아 지방, 레온도, 아스투리아스 지방에서 서식한다. 이베리아의 늑대는 연간 수백마리가 불법으로 죽고 있지만 개체들은 도루강 남쪽으로 넘어가 아우스타리우스 동부, 피레네산맥에도 서식하고 있다.
2011년부터 네덜란드, 벨기에, 덴마크 인접 지역에서 야생에서 이주한 늑대 목격 보고가 이어지고 있다.

## 외형

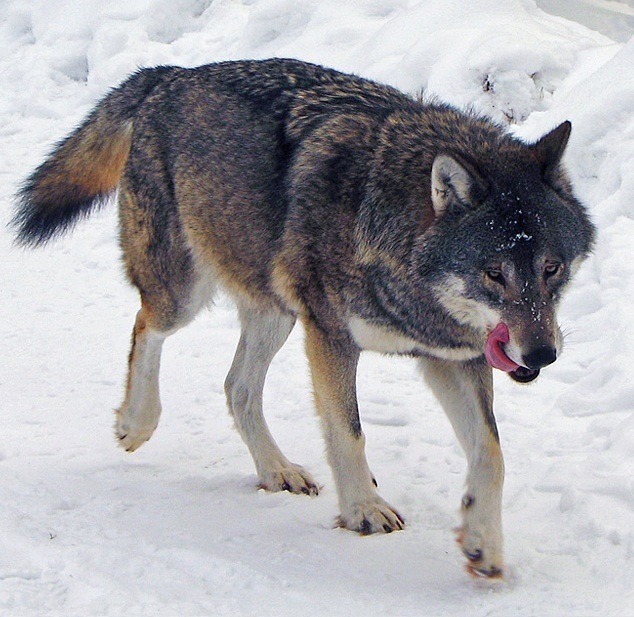
유라시아늑대

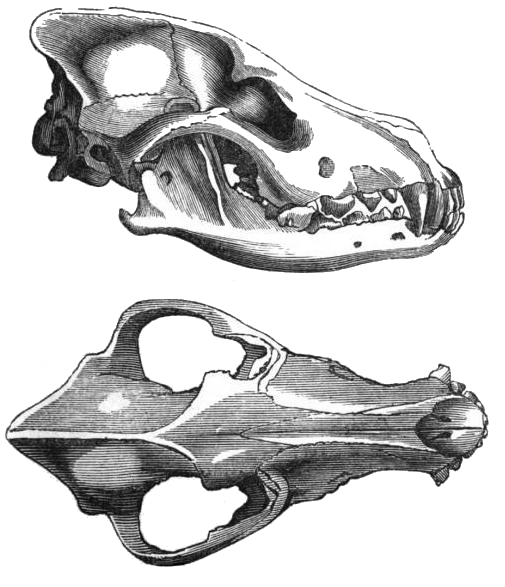
유라시아늑대의 두개골

### 체구
존 리처드슨은 북미에 서식하는 늑대와 비교하여 유라시아의 차이를 두 가지로 요약하였다.
"(유라시아늑대의) 머리는 좁고, 코는 아래로 내려갈수록 얇아지는데, 이마와 동일한 평면에 위치한다. 귀는 높고 서로가 좀 더 가깝다. 이 긴 귀의 길이는 눈의 길이보다 더욱 크다. 허리는 더욱 얇고, 다리는 길며 발이 좁고 꼬리의 털은 더욱 얇다. 뺨 뒤에 있는 털, 짧은 귀, 넓은 이마와 두꺼운 턱의 북미 늑대는 유럽늑대보다 캐나다에스키모개처럼 더욱 사회적인 얼굴을 가지고 있다."

### 크기
유라시아늑대는 지역마다 다른 크기의 모습을 보인다. 예를 들어, 러시아와 스칸디나비아에 서식하는 늑대가 서유럽에 서식하는 늑대보다 더욱 크고 무거운데 이 크기 차이는 시어도어 루즈벨트가 집필한 저서에서 몬태나주 북서부와 워싱턴주의 거대 늑대와 유라시아늑대를 비교하면서 유명해지게 되었다. 러시아의 늑대 성체의 길이는 105-160cm이고, 어깨 높이는 80-85cm이며 최대 69-80kg의 무게이며 평균 무게는 32-50kg이다. 기록된 수치 중 가장 무거웠던 늑대는 제2차 세계 대전 기간 우크라이나 SSR 폴타바주 코벨랴키 지역에서 사살된 늑대로 86kg이었다. 우크라이나에서 92-96kg의 늑대가 잡혔다는 기록도 있지만, 이 동물이 잡힌 상황은 정확하게 알려져 있지 않아 기록이 인정되지 않고 있다. 중앙러시아의 늑대는 스웨덴과 노르웨이의 늑대와 크기가 비슷하지만 어깨가 더욱 크고 깊다. 루마니아에서 사살된 한 늑대는 무게가 72kg인 것으로 기록되었다. 이탈리아늑대는 꼬리를 제외한 몸 길이가 110-148cm이고 어깨 높이는 50-70cm이다. 수컷은 무게가 25-35kg이고 최고 45kg까지 나갈 수 있다. 현재 멸종한 영국늑대는 북극늑대와 비슷한 크기일 것이었을 것으로 추측한다.

### 털
털은 보통 아메리카에 서식하는 늑대보다 거칠며, 적고 부드러운 양털과 갈기가 혼합되어 있다. 여름철 털은 황토색과 밝은 회색깔의 거친 황토색이 섞여 있다. 보호털은 검은색으로 이루어져 있으며 특히 척추 부분에는 뚜렷한 어두운 줄무늬가 드러난다. 옆구리와 다리 바깥쪽의 털은 흰색이다. 턱은 창백한 황토색깔의 회색이며, 입술과 뺨 아랫부분은 흰색이다. 목 윗부분은 검은 색깔의 황토색이다. 겨울철 털은 일반적으로 밝은 색깔이며 아랫 부분의 털은 눈에 더욱 잘 띈다. 황토색 톤은 더욱 엷어지며 회색 연기 톤이 진해진다. 어깨의 보호털은 약 90mm지만, 최대 110-130mm까지 도달할 수 있다. 남유럽의 늑대들은 북유럽의 늑대보다 더욱 색이 풍부한 경향이 있다. 흑색늑대(늑대개와 늑대의 혼종)은 개와 늑대와의 상호 작용을 막았기 때문에 북미보다 광범위한 확산이 적어서 북아메리카보다 유라시아에서 더욱 드물고 이탈리아 늑대 개체수의 약 20-25%가 흑색늑대로 구성되어 있다. 흰색늑대는 북아메리카보다 유라시아에서 더욱 드물며 일반적으로 발견되는 경우는 알비노이다.

## 행동

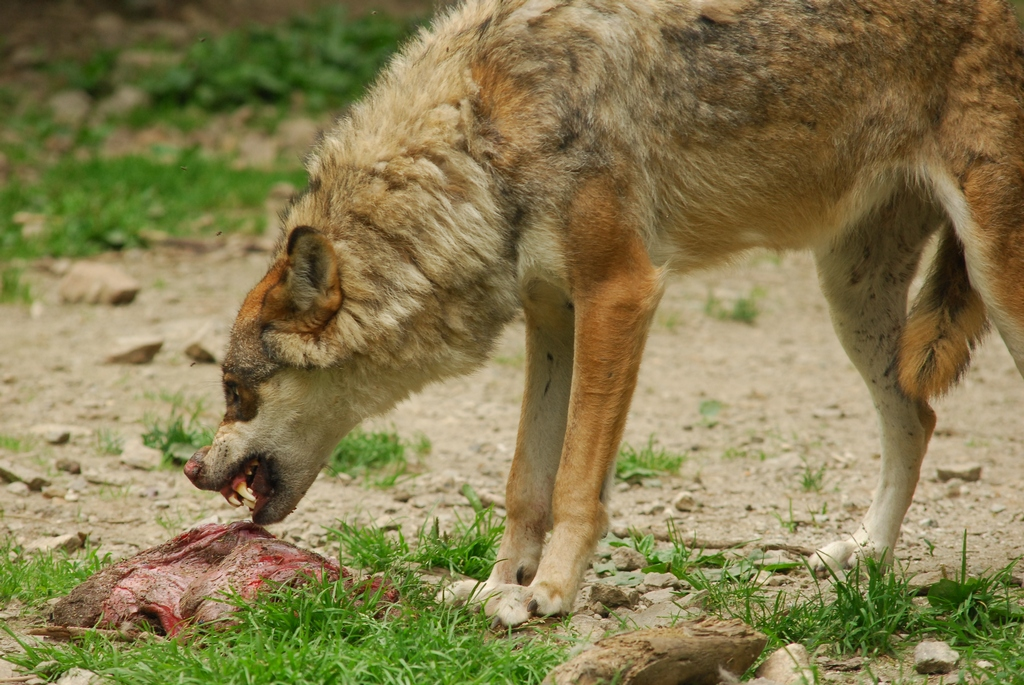
자신의 먹이를 방어하는 프랑스늑대.

광범위한 서식지 감소와 거대 먹이의 감소로 인해, 유라시아늑대는 북아메리카의 늑대보다 무리 수가 작으며, 80-2,500km2의 무리 범위를 가지고 있는 북미늑대와는 달리 100–500km2의 작은 영역만 가지고 있다. 계속된 긴 도시문명과의 연관 때문에, 유라시아늑대는 북미늑대보다 인간의 확장에 직면할 때 더욱 잘 적응하는 경향이 있다. 남유럽 늑대는 북미늑대가 견딜 수 있는 것보다 더욱 인구밀도가 높은 지역에서 성공적으로 서식하고 있다.

### 식습관
북아메리카와 달리, 많은 유라시아늑대 개체는 인간이 활동하고 있는 지역에서 서식하기 때문에 가축 및 쓰레기만 먹게 되었지만, 여전히 러시아와 동유럽의 넓은 산악 지역에서는 무스, 말사슴, 유럽노루, 멧돼지 등 대형 유제류를 먹이로 삼는다. 다른 먹이로는 순록, 무플론, 유럽들소, 사이가산양, 염소, 샤모아, 산양, 다마사슴, 사향노루, 유럽비버, 쥐, 토끼 등이 있다.
스칸디나비아반도에서는 숲에 우거진 지역에 서식하는 사슴이, 농토 지역에서는 노루가 대표적인 먹이이다. 시베리아 지역의 툰드라에서는 야생 순록이 먹이가 되며, 타이가 지역에서는 사슴을 주요 먹이로 삼는다. 카스피해의 카자흐-아자흐구, 스페인 남부와 이탈리아의 알프스산맥 지역에서는 멧돼지가 주요 먹이로 섭취량의 약 12-52%에 달한다. 비아워비에자 숲 지역의 늑대는 주로 말사슴을 먹이로 삼는다. 말사슴 사망 원인의 75%가 늑대의 포식이었다. 프랑스의 메르칸투르 국립 공원에서는 무플론과 유럽들소가 주요 먹이이다. 핀란드 북부에서는 늑대가 길들여진 순록에 먹이로 크게 의존한다. 스페인 북서부에서는 먹이를 전적으로 가축에 의존한다.

## 개체와 위협
그레이트브리튼섬과 아일랜드섬을 제외한 유럽에서는 늑대 개체수가 18세기까지 안정적이었다. 늑대는 19세기 제2차 세계 대전 전후 기간 동안 중앙유럽과 동유럽에서 모두 멸종하였다. 유라시아늑대의 남은 개체들은 포르투갈, 스페인, 이탈리아, 그리스, 핀란드에 남아 있었고 자연스럽게 회복되었다. 프랑스, 독일, 스웨덴, 노르웨이에서는 재정착되었다. 동유럽과 루마니아 대부분, 발칸반도와 폴란드에서는 새로운 대량의 개체들이 다시 번식하고 있다.
늑대 개체수는 일반적으로 모두는 아니지만 가장 안정하거나 증가하는 추세이며, 유럽의 야생동물 및 자연 서식지 보전에 관한 베른 협약에 따라 유럽에서 보호받고 있다. 이 회원국은 늑대 수용의 부족(특히 다시 재정착한 구역)과 개와 가축의 포식, 사냥꾼과의 경쟁에 관한 우려로 채택하였다. 대부분은 경제적으로 수용 가능한 수준까지 늑대는 보호받고 늑대 사냥에 대해 제대로 규제되고 있지만, 남획 및 밀렵은 유럽 지역에서 늑대 개체수가 정체되는 주요한 요인으로 꼽히고 있다. 러시아를 제외한 지역에서 유라시아늑대의 개체수는 현재 18,000-25,000마리이다.

### 늑대개 혼종화

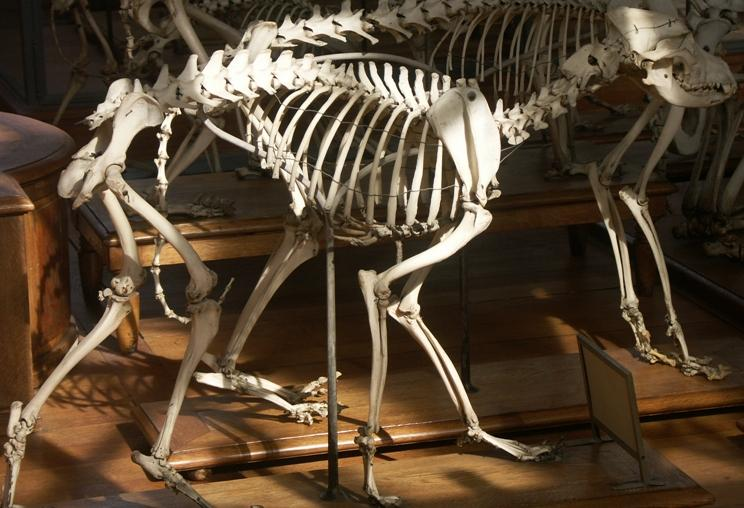
파리 국립 자연사 박물관의 늑대개 두개골.

비록 유라시아늑대의 광범위한 개체가 개와의 혼종 우려가 있지만, 현재 늑대개 혼종 기록은 알바니아, 불가리아, 독일, 라트비아 세르비아에 기록되었고 미토콘드리아 DNA 분석에 따르면 늑대의 유전자에 개가 간섭하는 것이 현재 심각한 위협이 되지 않는다는 연구가 발표되었다. 또한, 늑대와 개의 짝짓기 계절이 완전히 같지 않기 때문에 야생 늑대가 개와 짝짓기하여 새끼가 나올 가능성은 거의 적다. 몇몇 경우, 며느리발톱(dewclaw)이 순수한 늑대에게서 나올 수 없는 경우가 발견되었고 신뢰할 수 있으나, 이것이 혼종을 식별할 수 있는 절대적인 방법은 아니다. 프랑스 혁명 이전의 프랑스에서는 종종 늑대개가 사냥되었으며, 이들을 "Lycisca"라고 부르며 일반 늑대와 차이를 두었다.

## 인간과의 관계

### 민속과 신화
로마 신화에서 늑대는 마르스의 상징로 신성시되었고. '루파'라는 이름의 암늑대가 로마의 건국자 로물루스와 레무스 기른 것으로 알려져 있다. 루파는 또한 매춘 여성들과 늑대 여신의 여사제에게 '늑대' 인간이었다는 연구가 선도되고 있다.
늑대가 가장 많이 띄는 북유럽 신화에서는 펜리르, 스콜, 하티 흐로드비트니손 등의 신화적인 늑대가 있다. 로키와 앙그르보다의 자식인 펜리르는 북유럽 신화에서 두 가지 역할을 한다. 라그나로크에서는 티르를 불구로 만들고 오딘을 죽인다. 길피의 속임수(Gylfaginning)에서는 스콜이 태양을 추구하고, 하티 흐로드비트니손이 달을 쫓는 것으로 설정된다. 늑대는 더 혹은 덜 위험한 인간형 생물체로 올라가기도 한다. 예를 들어, 휜룰리에드(Hyndluljóð)에서 군느의 말은 뢱 룬스톤(Rök Runestone)으로 늑대에 대해 알게 되고, 볼바 마녀가 힌들라 늑대를 타고 발데르의 장례식에 늑대로 히로킨(Hyrrokin) 여성형 거인과 함께 온다. 현대 스웨덴에서는 늑대가 네오샤머니즘(Neoshamanism) 공동체에서 인기 있는 파워 애니멀(power animal)이다.
아일랜드 신화에서는 아리테크(Airitech)의 세 딸이 늑대인간으로 나오며, 이 딸들은 카스 코라크(Cas Corach)에게 죽는다. 모리안 여신은 붉은 털의 늑대로 변신할 수 있으며, 이는 특히 쿠 훌린의 영웅스러운 전투에서 강조되었다. 코르막 막 아르트(Cormac mac Airt)는 암늑대에게 길러졌으며 늑대의 말을 이해할 수 있었다고 한다. 그와 함께 길러진 늑대 네 마리는 코르막이 막 콘에게 맞서 반란을 일으켰을 때 코르막과 함께했고, 코르막이 죽을 때까지 그의 곁을 지켰다.

### 인간 공격

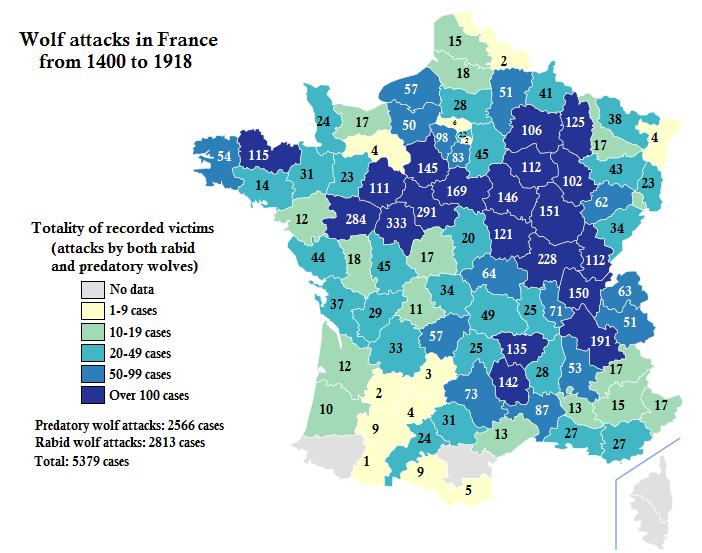
1400년부터 1918년까지 프랑스의 데페르망별 늑대의 인간 공격 비율 지도.

제임스 6세 시기 스코틀랜드에서, 늑대는 여행객들에게 위협을 주어 스피탈(spittal)이라고 부르는 특수한 집을 길 옆에 만들었다. 프랑스에서 1580년-1830년 사이 역사적 기록에서는 3,069명이 늑대의 약탈적 공격으로 사망했고, 1,857는 광견병에 감염되지 않은 늑대의 공격으로 사망했다. 15세기부터 19세기 이탈리아의 기록에서는 포 계곡에서만 440명이 늑대의 공격으로 사망했다. 1890년 러시아 제국의 문서에는 1871년 늑대의 공격으로 164명이 사망했다고 기록했다. 제1차 세계 대전 시기 동안, 카우나스, 빌뉴스, 민스크 등지의 굶주린 늑대들이 러시아 제국군과 독일 제국군을 공격하여 큰 사망자가 발생해 양군은 늑대를 처치하기 전까지 임시 휴전을 하는 계기가 된다.
소비에트 연방의 붕괴 이후 공개된 소련 정부의 문서에서 제2차 세계 대전 동부 전선에서 여러 늑대 공격을 받았다는 기록의 문서가 발견되었다. 이 정보는 전쟁 중 대량 총기 몰수의 결과를 숨기기 위하여 소련 정부가 그동안 공개를 하지 않았던 문서였다.
2001년 프랑스 한 목동의 공격을 제외하고 현대에서 서유럽 지역의 늑대 공격 사건은 거의 없으며 사망자는 한 명도 없다. 독일 야생생물학자인 "루퍼스"는 루사티아 지역의 250명을 만나본 이후 한 번도 늑대와 관련된 문제가 없었다고 발표했다.